# Jacinta Parejo de Crespo
Jacinta Parejo de Crespo, conocida como Misia Jacinta (Parapara, estado Guárico, Venezuela, 16 de agosto de 1845 - Caracas, Venezuela, 16 de abril de 1914) fue primera dama de Venezuela durante dos períodos presidenciales, a raíz de su matrimonio con el presidente Joaquín Crespo. Se le conoce por haber sido la primera mujer involucrada activamente en labores políticas, e incluso atender funciones presidenciales con la venia de su esposo.

## Biografía
Fue hija de Juan Parejo y María Josefa Parejo. Contrajo primeras nupcias con general Saturnino Silva cuando tenía 16 años, el 8 de agosto de 1861. Tras la muerte de su esposo en batalla conoció al general Joaquín Crespo, todo esto durante la Guerra Federal. Se casaron el 18 de septiembre de 1864 y tuvieron diez hijos: Joaquín, Tito, Pedro, Carlos , Gonzalo, Estatio, Inés, Columba, Ana Jacinta, Aminta.

### Actividad

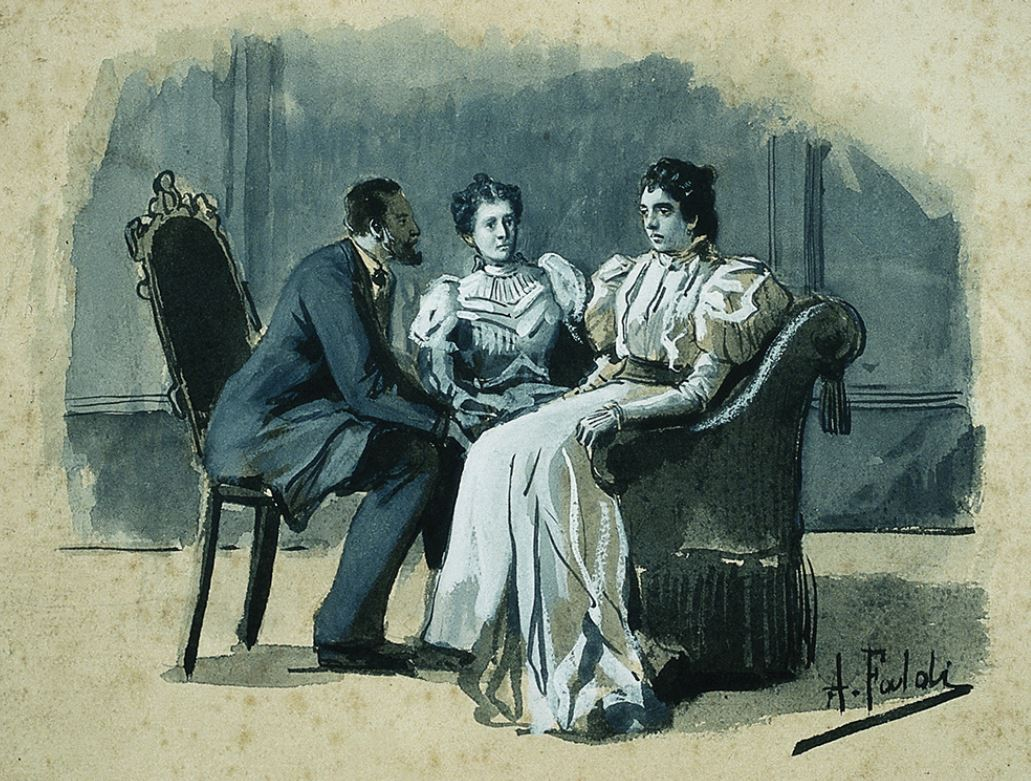
Dibujo que representa a Jacinta Parejo al momento de recibir de Juan Pietri el pésame por la muerte de su esposo, el general Joaquín Crespo.

Crespo, quien era partidario de la causa liberal del general Antonio Guzmán Blanco, ascendió a la presidencia en dos oportunidades. Primero entre 1884 y 1886, luego entre 1892 y 1898. Anteriormente, Guzmán lo designó como Presidente del estado Guzmán Blanco, también fue diputado y senador.
Tras ser elegido al Congreso fue designado Presidente por primera vez, durante dos años. Luego, Crespo y su esposa debieron huir a la isla de Trinidad a raíz de la elección de Juan Pablo Rojas Paúl como Presidente. Desde el exilio conspiró contra el gobierno, invadió el país, cayó preso y fue indultado. Tras estos sucesos, la pareja se retiró a su hacienda en el estado Guárico denominada "El Totumo". Un tiempo después huyeron a Perú.
Luego de la presidencia de Rojas Paúl, Raimundo Andueza Palacio asumió el cargo que posteriormente intentaría mantener más allá de lo permitido. Esa situación impulsó a Crespo a alzarse contra el gobierno en la Revolución Legalista. Durante esta revuelta, Jacinta Parejo de Crespo jugó un papel importante en la organización de reuniones clandestinas, buscaba alianzas y enviaba correspondencia secreta a los soldados. Crespo venció y tomó el poder durante cuatro años en 1892.
Parejo de Crespo, en su rol de primera dama, solía atender las funciones de su esposo asistiendo a reuniones o haciendo seguimiento a proyectos presidenciales, además solía interceder por los presos.
La anterior primera dama tuvo que afrontar la muerte de su esposo el 16 de abril de 1898, quien salió en defensa del Presidente electo, Ignacio Andrade. El candidato perdedor, José Manuel Hernández, se enfrente a Crespo en la hacienda "La Mata Carmelera", donde este último es asesinado por un francotirador.

### Palacio de Miraflores
Durante sus años en el gobierno, Crespo acumuló gran fortuna y propiedades que luego de su muerte Jacinta tuvo que reclamar y defender. Una de las demandas a las que tuvo que hacer frente fue por las deudas en la construcción del Palacio de Miraflores. Este recinto fue concebido por Crespo durante su primera presidencia como la residencia que habitarían su esposa e hijos. Incluso luego de dejar el poder, estando en el exilio, la pareja continuó contactando constructores que atendieran la obra con herreros, carpinteros y artesanos. Además de haber sido conocida como "La Trilla", hacienda sobre la que se construyó el recinto, la residencia presidencial recibe el apodo popular de "La Casa de Misia Jacinta", por haber sido diseñada para que la habitara Jacinta Parejo como esposa del Presidente, aun cuando nunca llegó a vivir en ella.
| Predecesor: Ana Teresa Ibarra Urbaneja | Primera dama de Venezuela 1884–1886 | Sucesor: Ana Teresa Ibarra Urbaneja |
| Predecesor: Isabel González Estévez    | Primera dama de Venezuela 1892–1898 | Sucesor: María Isabel Sosa          |